# NGC 1144
NGC 1144 je galaksija u zviježđu Kit.

## Vanjske poveznice
- SEDS: NGC 1144